# Sensaciones (película)
Sensaciones es una película de 1991 en español dirigida por los hermanos Juan Esteban Cordero y Viviana Cordero la cual cuenta la historia de un grupo de músicos que se retiran a una hacienda en la serranía de Los Andes ecuatorianos con el fin de producir su primer disco, el cual pretende capturar el "sonido de Los Andes".
La música original de la película, más ligada al New Age que al Rock, fue compuesta por el mismo Juan Esteban Cordero y ganó un premio en el Festival de Cine de Bogotá de ese año.
La película fue producida por los hermanos Cordero, 2 años antes de la muerte del primero.

## Argumento
Zacarías Martelli (interpretado por el mismo Juan Esteban Cordero) es un músico que desea experimentar y hallar el "sonido de Los Andes" y para eso se asocia con un productor musical llamado Isaías, el cual accede a costear la aventura musical que incluye el retiro del grupo de músicos seleccionados por Zacarías a una alejada hacienda en las montañas ecuatorianas.
Zacarias recluta a Kiara como cantante principal del grupo, la cual se junta al resto de músicos que ya han llegado a la hacienda.
El día a día de las interacciones de los personajes da a luz a una relación fuerte y profunda entre ellos, los cuales no dudan en experimentar inclusive con drogas para lograr la inspiración que están buscando. Zacarias y el Chacal (Gustavo Brianza - pianos, teclados, arreglos y voces) logran compenetrarse y compartir vivencias muy profundas en sus múltiples viajes a la montaña.
Ricardo (Luis Miguel Campos), también conocido como "Ricky" o "Ricas" - dada su orientación homosexual -  es el bajista y llega a tener una relación muy tensa con Kiara que parece acaparar la atención de todos los hombres en el grupo y genera celos en él. Ricardo llega a intentar drogarla para que su desempeño disminuya y tenga que salir del grupo. Al final el complot es descubierto y Ricardo es juzgado por el grupo, aun cuando no le separan.
La trama gira en torno al Chacal y su desenfrenado uso de las drogas como vehículo para su inspiración musical, al permitirle estas contactarse con lo más profundo de su ser y la naturaleza. En una escena Manuel (hermano de Zacarias, interpretado por Felipe Portilla), Ricardo y él se pierden en un camino que va a dar un pueblo indígena que se encuentra festejando en las calles algún evento especial. El Chacal logra compenetrarse profundamente con los indígenas y el motivo de su festejo y logra que Manuel y Ricardo también lo hagan.
La noche previa al cierre del proyecto, ya cuando las canciones del disco han sido producidas, el grupo tiene una cena a manera de festejo y se adentran en algunos ritos propios que ellos mismos van definiendo sobre la marcha. El Chacal los llama a que toquen por una última vez, pero fiel a su creencia de que la vida se reduce a "sensaciones", él llega al límite cuando, tocando con toda su fuerza y pasión, ya no siente nada especial.
Esa noche, el Chacal abandona la hacienda y se lanza en una quebrada buscando la última sensación (la muerte), pues según él, ya las ha vivido todas.
La película termina coun concierto que el grupo da a manera de promoción de su disco y con la imagen de Zacarias viajando a Nueva York para promocionar su trabajo.

## Realización
La idea original del proyecto, así como el guion, pertenecen a Viviana y Juan Esteban Cordero, quienes aportaron con gran parte de los recursos financieros para emprender la filmación. La dirección general y artística, fue realizada por Fernando Vicario quien, además, se desempeñó como director artístico.
Es esta una de las partes más complejas de la realización, pues al tratarse de personajes  conflictivos, la conducción autoral requirió de una gran dosis de emotividad y comunicación con los jóvenes actores que desempeñaron los roles protagónicos.

## Producción
El equipo de producción formado por Lourdes Endara, Raquel Endara, Francisco Nájera y Fernando Villavicencio, junto con los asistentes administrativos, transportistas, mensajeros y guardias de seguridad, permitió la continuidad del trabajo de técnicos y artistas durante el complejo rodaje.
Dolores Solís, quien anteriormente diseñó el vestuario para "La Tigra", trabajó, junto a Irina Baéz, durante cuatro meses creando las combinaciones de vestuario que reflejarán en la cinta la personalidad de cada personaje.
Maquillaje y peinados estuvieron a cargo de Alexandra Ayala y Mónica Corral, respectivamente.

## Dirección Artística
Tampoco fue sencillo coordinar los requerimientos artísticos con un presupuesto apretado, a pesar de lo cual se cumplió gracias al esfuerzo del equipo.
Se suplieron con imaginación y trabajo, las limitaciones de un medio donde no existían las condiciones óptimas para la producción cinematográfica.
En fotografía e iluminación colaboraron técnicos colombianos: Omar Guerrero, como asistente de dirección, José Luis Goyes, asistente de cámara y Willy Garcés, como electricista.

## Sonido
De conocida trayectoria, Santiago Luzuriaga y Sebastián Cardemil, fueron los encargados de la grabación del sonido directo de la cinta, asistidos por Hernán Freire, quien fue el sonidista del grupo.